# Лющик (Плюсский район)
Лющик — деревня в Плюсском районе Псковской области. Входит в городское поселение Плюсса.

## География
Деревня расположена в 13 км к востоку от районного центра — посёлка Плюсса.

## Население
| 2001 | 2002 | 2010 |
| ---- | ---- | ---- |
| 89   | ↗105 | ↘45  |

Численность населения деревни по оценке на конец 2000 года составляла 89 жителей, по переписи 2002 года — 105 человек.

## История
До 2015 года деревня входила в Плюсскую волость, до 1995 года — в Плюсский сельсовет.